# 山口智史
山口 智史（やまぐち ともひろ、1979年8月23日 - ）は、佐賀県佐賀市出身の日本の元ラグビー選手。190cm、100kg。A型。

## 経歴
高校からラグビーを始める。中学校までは野球少年。佐賀工業高校時代には2年時より花園に出場（2年連続ベスト8）。高校日本代表にも選ばれる。関東学院大学に進学し、1年時よりナンバーエイトとしてレギュラーで活躍。全国大学選手権優勝などに貢献。
2002年4月、トップリーグ・コカ・コーラウエストレッドスパークスに入団。
2012年4月、コカ・コーラウエストレッドスパークスヘッドコーチに就任。
2013年4月、監督に昇格。
2015年10月、監督を退任。

## 人物とプレースタイル
高校・大学・社会人と全てのカテゴリーにおいて主将を経験。自ら体を張るプレーでカリスマ性を持つ。
プレースタイルは恵まれた体格を活かしたサイドアタック。スピードとパワーを兼ね備え、ハンドリングも巧み。（7人制日本代表）
- 佐賀工業高校　主将（1998年）
- 関東学院大学　主将（2002年）
- コカ・コーラレッドスパークス　主将
- 第4回「ワールドカップセブンズ」主将（2005年）

## ラグビーとの出会い
野球部に所属していた中学時代、地方の陸上大会に400m走と砲丸投の選手として出場。地方大会を優勝して県大会に出場した姿を小城博（当時の佐賀工業高校ラグビー部監督）の目にとまり声を掛けられた。

## 怪我との戦い
- 高校1年時と大学2年時に選手生命を危ぶむ怪我をしているが、リハビリを行い復活をしている。